# Kvam
Kvam è un comune norvegese della contea di Vestland.